# Oxira sciera
Oxira sciera är en fjärilsart som beskrevs av Chen. Oxira sciera ingår i släktet Oxira och familjen nattflyn. Inga underarter finns listade i Catalogue of Life.